# Discodermia irregularis
Discodermia irregularis är en svampdjursart som beskrevs av Kazuo Hoshino 1976. Discodermia irregularis ingår i släktet Discodermia och familjen Theonellidae.
Artens utbredningsområde är havet kring Japan. Inga underarter finns listade i Catalogue of Life.